# Samodiva Mons
Il Samodiva Mons è una struttura geologica della superficie di Venere.